# Lázaro Cárdenas, Cañada Morelos
Lázaro Cárdenas är en ort i Mexiko.   Den ligger i kommunen Cañada Morelos och delstaten Puebla, i den sydöstra delen av landet, 200 km öster om huvudstaden Mexico City. Lázaro Cárdenas ligger 2 475 meter över havet och antalet invånare är 397.
Terrängen runt Lázaro Cárdenas är kuperad västerut, men österut är den bergig. Runt Lázaro Cárdenas är det ganska tätbefolkat, med 179 invånare per kvadratkilometer. I omgivningarna runt Lázaro Cárdenas växer huvudsakligen savannskog.